# 額帯鏡

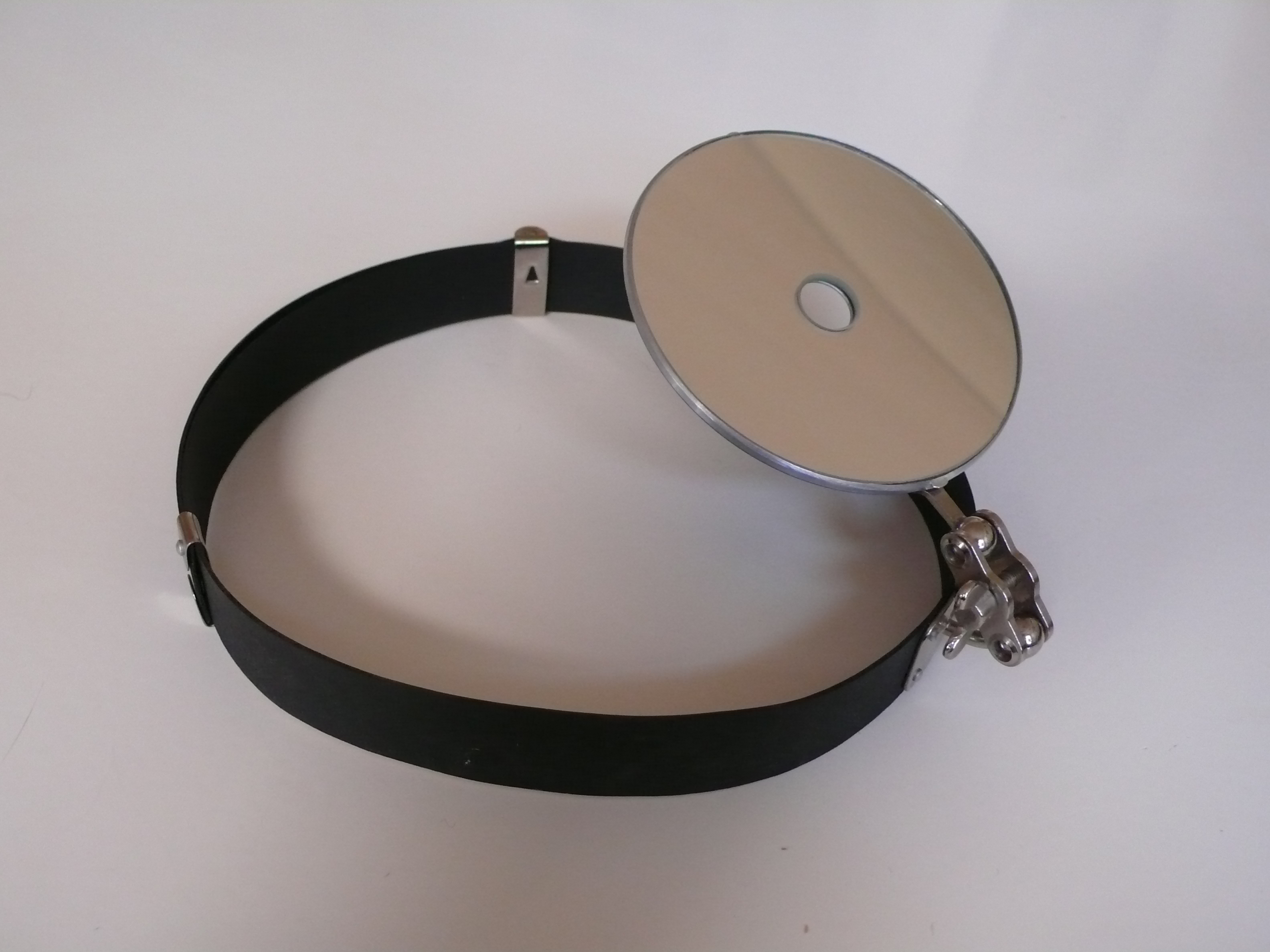
一般的な額帯鏡

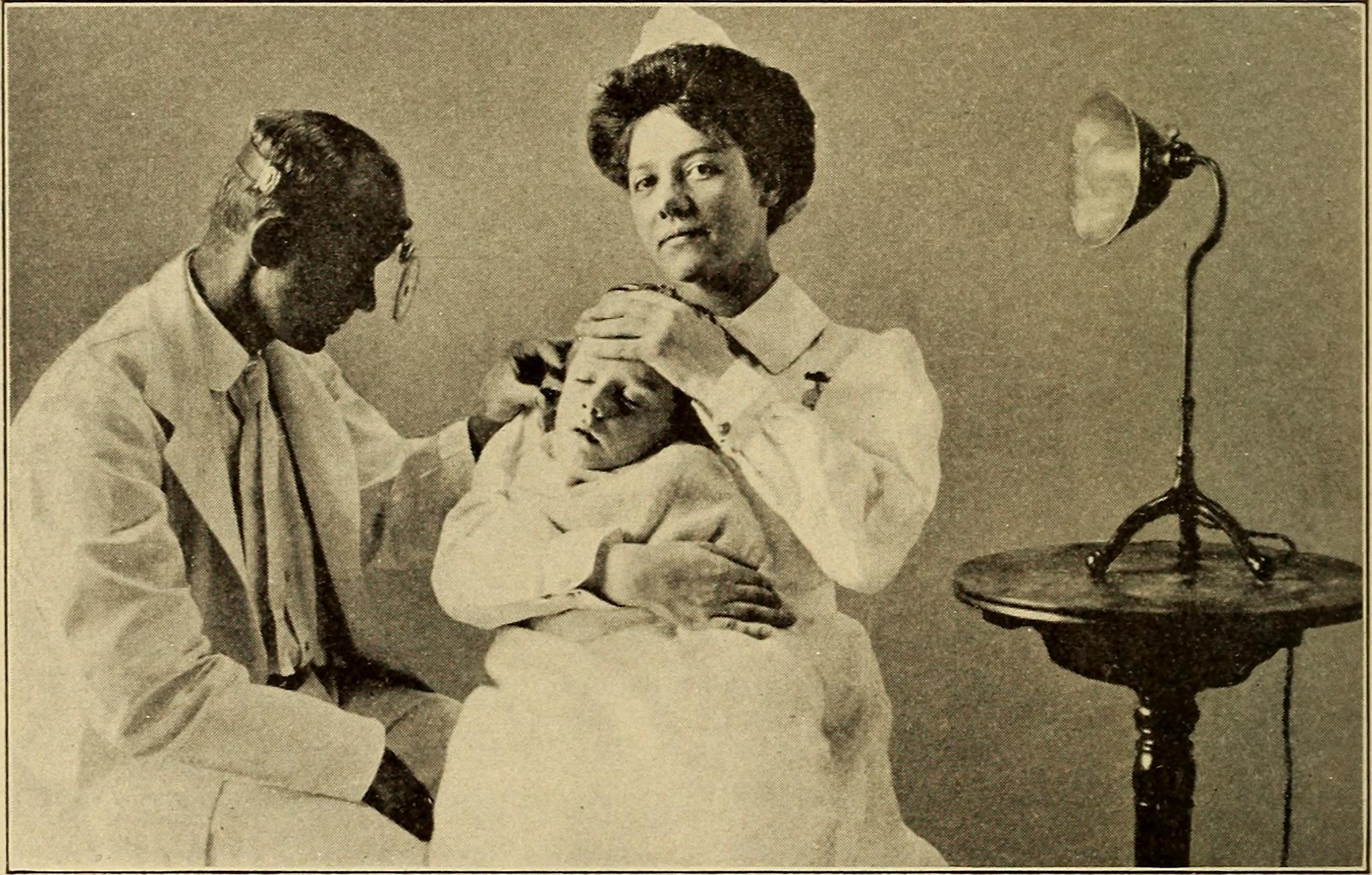
額帯鏡を使用して診察する様子

額帯鏡（がくたいきょう）は、周囲の光源を反射させて診察に使用する器具。

## 概要
頭に着け、凹面反射鏡を下げ、患者の近くに設置した光源を観察する部位へ反射させ、反射鏡の中央の穴から覗いて使用する。
凹面鏡で光が集中するため、適切に使用された場合は、医師に無影の視野を提供する。
21世紀に入ってからは、暗く狭い部位の観察を要求される耳鼻咽喉科の医師しか使わなくなった前時代的な道具ではあるが、お笑いコントの影響により、医師のステレオタイプとも言える小道具になっている。

## 形状
自在に調整可能な中央に穴の開いた凹面鏡が帯に付いている。
鏡面の裏側が黒く仕上げられているものにあっては、着用したまま使用しない時、周囲にまぶしさを与えないため、黒い面が正面を向くようにして上げておく。